# Bankouma (Kouka)
Pour les articles homonymes, voir Bankouma.
Bankouma est un village du département et la commune rurale de Kouka, situé dans la province des Banwa et la région de la Boucle du Mouhoun au Burkina Faso.

## Géographie

### Situation et environnement
Le village est situé à environ 6 km à l'est de Kouka.

### Démographie
- En 2003, le village comptait 3 349 habitants estimés[2].
- En 2006, le village comptait 3 422 habitants recensés[1].